# Olympische Sommerspiele 2008/Schwimmen
Bei den XXIX. Olympischen Sommerspielen 2008 in Peking wurden vom 9. bis 20. August insgesamt 34 Wettbewerbe im Schwimmen ausgetragen. Davon fanden 32 Wettbewerbe auf der 50-Meter-Bahn statt und zwei Wettkämpfe im Langstreckenschwimmen.

## Qualifikationsrichtlinien

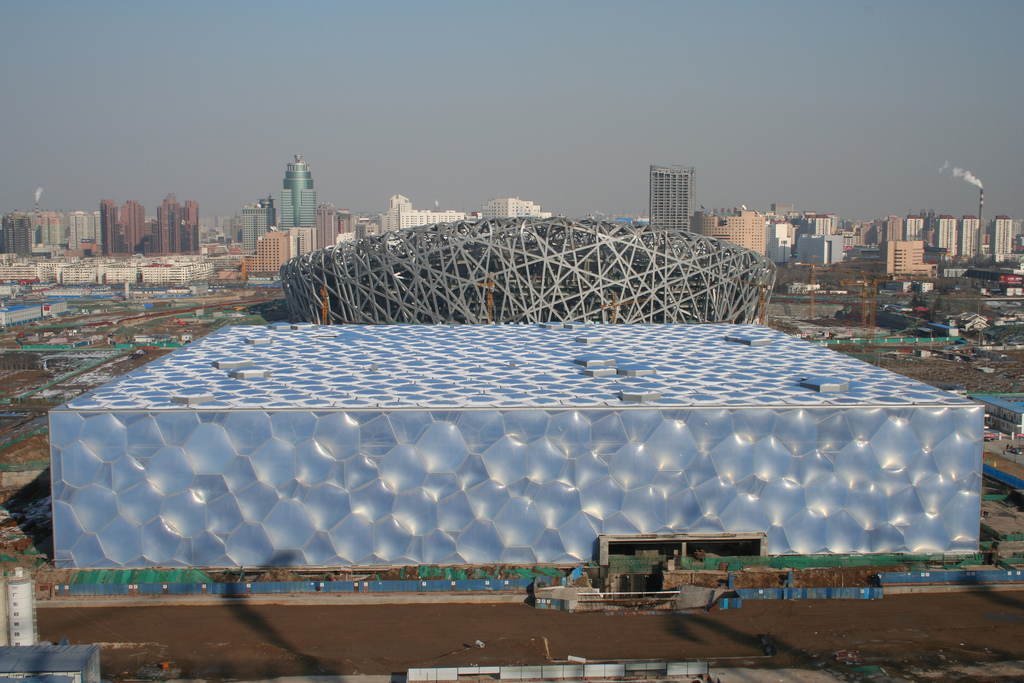
Das Nationale Schwimmzentrum in Peking, auch Wasserwürfel genannt, in dem die olympischen Schwimmwettbewerbe 2008 stattfanden

Bei den Einzelwettbewerben durfte jedes Nationale Olympische Komitee zwei Sportler an den Start bringen, wenn diese alle den A-Standard erreicht hatten oder einen Sportler, wenn dieser nur den B-Standard schaffte. Bei den Staffelwettbewerben war maximal eine Mannschaft, bestehend aus sechs Sportlern je Nationalem Olympischem Komitee startberechtigt. Qualifiziert waren pro Staffel die 12 bestplatzierten Teams der Schwimmweltmeisterschaften 2007 in Melbourne sowie die vier schnellsten, nicht direkt qualifizierten, Teams im Zeitraum von März 2007 bis Juli 2008. Nationale Olympische Komitees, von denen sich keine Athleten für einen Wettbewerb qualifiziert hatten, waren berechtigt, einen männlichen und/oder einen weiblichen Sportler für einen Wettbewerb aufzustellen. Somit nahmen etwa 400 Männer und 400 Frauen, also insgesamt 800 Athleten, an den Schwimmwettbewerben teil. In den einzelnen Disziplinen galten ab dem 15. März 2007 aufgestellte A-, beziehungsweise B-Standard Werte.
Im erstmals bei Olympischen Spielen ausgetragenen Langstreckenschwimmen über 10 Kilometer im freien Gewässer durften je 25 Männer und Frauen an den Start gehen. Jede Nation durfte dabei maximal zwei Starter pro Geschlecht nominieren, dies allerdings nur, wenn beide einen Platz unter den ersten Zehn bei den Weltmeisterschaften belegten. Qualifiziert waren die ersten Zehn über die 10-Kilometer-Strecke bei der Langstrecken-Weltmeisterschaft 2008 in Sevilla. Hinzu kamen die Sieger der fünf kontinentalen Meisterschaften. War die Nation des kontinentalen Meisters bereits mit mindestens einem Starter über das Weltmeisterschaftsergebnis qualifiziert, rückte der bestplatzierte Sportler eines Nationalen Olympischen Komitees nach, das bisher noch nicht qualifiziert war. Ein weiterer Startplatz ging an das Gastgeberland China, sofern dieser Startplatz nicht bereits errungen wurde. Die restlichen Startplätze wurden bei einem Qualifikationsrennen im Juni 2008 in Peking ausgeschwommen. Bei diesem Qualifikationsrennen durften alle noch nicht qualifizierten Nationalen Olympischen Komitees noch einmal mit zwei Startern teilnehmen, von denen sich aber maximal einer qualifizieren konnte. Diese Qualifikationskriterien galten für Frauen und für Männer.

## Bilanz

### Medaillenspiegel
| Platz  | Land               | Gold | Silber | Bronze | Gesamt |
| ------ | ------------------ | ---- | ------ | ------ | ------ |
| 1      | Vereinigte Staaten | 12   | 9      | 10     | 31     |
| 2      | Australien         | 6    | 6      | 8      | 20     |
| 3      | Großbritannien     | 2    | 2      | 2      | 6      |
| 4      | Japan              | 2    | –      | 3      | 5      |
| 5      | Deutschland        | 2    | –      | 1      | 3      |
| 6      | Niederlande        | 2    | –      | –      | 2      |
| 7      | China              | 1    | 3      | 2      | 6      |
| 8      | Simbabwe           | 1    | 3      | –      | 4      |
| 9      | Frankreich         | 1    | 2      | 3      | 6      |
| 10     | Russland           | 1    | 1      | 2      | 4      |
| 11     | Italien            | 1    | 1      | –      | 2      |
| 11     | Südkorea           | 1    | 1      | –      | 2      |
| 13     | Brasilien          | 1    | –      | 1      | 2      |
| 14     | Tunesien           | 1    | –      | –      | 1      |
| 15     | Ungarn             | –    | 3      | –      | 3      |
| 16     | Norwegen           | –    | 1      | 1      | 2      |
| 17     | Serbien            | –    | 1      | –      | 1      |
| 17     | Slowenien          | –    | 1      | –      | 1      |
| 19     | Kanada             | –    | –      | 1      | 1      |
| 19     | Dänemark           | –    | –      | 1      | 1      |
| 19     | Österreich         | –    | –      | 1      | 1      |
| Gesamt | Gesamt             | 34   | 34     | 36     | 104    |

### Medaillengewinner
Männer
| Disziplin           | Gold | Silber | Bronze |
| ------------------- | --- | --- | --- |
| 50 m Freistil       | César Cielo | Amaury Leveaux | Alain Bernard |
| 100 m Freistil      | Alain Bernard | Eamon Sullivan | Jason Lezak César Cielo |
| 200 m Freistil      | Michael Phelps | Park Tae-hwan | Peter Vanderkaay |
| 400 m Freistil      | Park Tae-hwan | Zhang Lin | Larsen Jensen |
| 1500 m Freistil     | Oussama Mellouli | Grant Hackett | Ryan Cochrane |
| 100 m Rücken        | Aaron Peirsol | Matt Grevers | Arkadi Wjattschanin Hayden Stoeckel                                                                                           |
| 200 m Rücken        | Ryan Lochte | Aaron Peirsol | Arkadi Wjattschanin |
| 100 m Brust         | Kōsuke Kitajima | Alexander Dale Oen | Hugues Duboscq |
| 200 m Brust         | Kōsuke Kitajima | Brenton Rickard | Hugues Duboscq |
| 100 m Schmetterling | Michael Phelps | Milorad Čavić | Andrew Lauterstein |
| 200 m Schmetterling | Michael Phelps | László Cseh | Takeshi Matsuda |
| 200 m Lagen         | Michael Phelps | László Cseh | Ryan Lochte |
| 400 m Lagen         | Michael Phelps | László Cseh | Ryan Lochte |
| 4 × 100 m Freistil  | Vereinigte Staaten Michael Phelps Garrett Weber-Gale Cullen Jones Jason Lezak Nathan Adrian (im Vorlauf) Benjamin Wildman-Tobriner (im Vorlauf) Matt Grevers (im Vorlauf)                | Frankreich Amaury Leveaux Fabien Gilot Frédérick Bousquet Alain Bernard Grégory Mallet (im Vorlauf) Boris Steimetz (im Vorlauf)                                                           | Australien Eamon Sullivan Andrew Lauterstein Ashley Callus Matt Targett Leith Brodie (im Vorlauf) Patrick Murphy (im Vorlauf) |
| 4 × 200 m Freistil  | Vereinigte Staaten Michael Phelps Ryan Lochte Ricky Berens Peter Vanderkaay David Walters (im Vorlauf) Erik Vendt (im Vorlauf) Klete Keller (im Vorlauf)                                 | Russland Nikita Lobinzew Jewgeni Lagunow Danila Isotow Alexander Suchorukow Michail Polischtschuk (im Vorlauf)                                                                            | Australien Patrick Murphy Grant Hackett Grant Brits Nick Ffrost Kirk Palmer (im Vorlauf) Leith Brodie (im Vorlauf)            |
| 4 × 100 m Lagen     | Vereinigte Staaten Aaron Peirsol Brendan Hansen Michael Phelps Jason Lezak Matt Grevers (im Vorlauf) Mark Gangloff (im Vorlauf) Ian Crocker (im Vorlauf) Garrett Weber-Gale (im Vorlauf) | Australien Hayden Stoeckel Brenton Rickard Andrew Lauterstein Eamon Sullivan Ashley Delaney (im Vorlauf) Christian Sprenger (im Vorlauf) Adam Pine (im Vorlauf) Matt Targett (im Vorlauf) | Japan Junichi Miyashita Kōsuke Kitajima Takurō Fujii Hisayoshi Satō                                                           |
| 10 km Marathon      | Maarten van der Weijden | David Davies | Thomas Lurz |

Frauen
| Disziplin           | Gold | Silber | Bronze |
| ------------------- | --- | --- | --- |
| 50 m Freistil       | Britta Steffen | Dara Torres | Cate Campbell |
| 100 m Freistil      | Britta Steffen | Lisbeth Trickett | Natalie Coughlin |
| 200 m Freistil      | Federica Pellegrini | Sara Isakovič | Pang Jiaying |
| 400 m Freistil      | Rebecca Adlington | Katie Hoff | Joanne Jackson |
| 800 m Freistil      | Rebecca Adlington | Alessia Filippi | Lotte Friis |
| 100 m Rücken        | Natalie Coughlin | Kirsty Coventry | Margaret Hoelzer |
| 200 m Rücken        | Kirsty Coventry | Margaret Hoelzer | Reiko Nakamura |
| 100 m Brust         | Leisel Jones | Rebecca Soni | Mirna Jukić |
| 200 m Brust         | Rebecca Soni | Leisel Jones | Sara Nordenstam |
| 100 m Schmetterling | Lisbeth Trickett | Christine Magnuson | Jessicah Schipper |
| 200 m Schmetterling | Liu Zige | Jiao Liuyang | Jessicah Schipper |
| 200 m Lagen         | Stephanie Rice | Kirsty Coventry | Natalie Coughlin |
| 400 m Lagen         | Stephanie Rice | Kirsty Coventry | Katie Hoff |
| 4 × 100 m Freistil  | Niederlande Inge Dekker Ranomi Kromowidjojo Femke Heemskerk Marleen Veldhuis Hinkelien Schreuder (im Vorlauf) Manon van Rooijen (im Vorlauf)                                                | Vereinigte Staaten Natalie Coughlin Lacey Nymeyer Kara Lynn Joyce Dara Torres Julia Smit (im Vorlauf) Emily Silver (im Vorlauf)                                                                    | Australien Cate Campbell Alice Mills Melanie Schlanger Lisbeth Trickett Shayne Reese (im Vorlauf)                                                                   |
| 4 × 200 m Freistil  | Australien Stephanie Rice Bronte Barratt Kylie Palmer Linda Mackenzie Felicity Galvez (im Vorlauf) Angie Bainbridge (im Vorlauf) Melanie Schlanger (im Vorlauf) Lara Davenport (im Vorlauf) | China Yang Yu Zhu Qianwei Tan Miao Pang Jiaying Tang Jingzhi (im Vorlauf) | Vereinigte Staaten Allison Schmitt Natalie Coughlin Caroline Burckle Katie Hoff Christine Marshall (im Vorlauf) Kim Vandenberg (im Vorlauf) Julia Smit (im Vorlauf) |
| 4 × 100 m Lagen     | Australien Emily Seebohm Leisel Jones Jessicah Schipper Lisbeth Trickett Tarnee White (im Vorlauf) Felicity Galvez (im Vorlauf) Shayne Reese (im Vorlauf)                                   | Vereinigte Staaten Natalie Coughlin Rebecca Soni Christine Magnuson Dara Torres Margaret Hoelzer (im Vorlauf) Megan Jendrick (im Vorlauf) Elaine Breeden (im Vorlauf) Kara Lynn Joyce (im Vorlauf) | China Zhao Jing Sun Ye Zhou Yafei Pang Jiaying Xu Tianlongzi (im Vorlauf)                                                                                           |
| 10 km Marathon      | Larissa Iltschenko | Keri-Anne Payne | Cassie Patten |

## Männer

### 50 m Freistil
| Platz | Land | Sportler             | Zeit (s)   |
| ----- | ---- | -------------------- | ---------- |
| 1     | BRA  | César Cielo          | 21,30 (OR) |
| 2     | FRA  | Amaury Leveaux       | 21,45      |
| 3     | FRA  | Alain Bernard        | 21,49      |
| 4     | AUS  | Ashley Callus        | 21,62      |
| 5     | USA  | Ben Wildman-Tobriner | 21,64      |
| 6     | AUS  | Eamon Sullivan       | 21,65      |
| 7     | RSA  | Roland Schoeman      | 21,67 (AF) |
| 8     | SWE  | Stefan Nystrand      | 21,72      |

Datum: 16. August 2008, 10:40 Uhr
Um beim 50-Meter-Freistilschwimmen die Möglichkeit auf einen Startplatz zu haben, musste im Qualifikationszeitraum der A-Standard von 22,35 s oder der B-Standard von 23,13 s erreicht werden.

### 100 m Freistil
| Platz | Land | Sportler                  | Zeit (s) |
| ----- | ---- | ------------------------- | -------- |
| 1     | FRA  | Alain Bernard             | 47,21    |
| 2     | AUS  | Eamon Sullivan            | 47,32    |
| 3     | USA  | Jason Lezak               | 47,67    |
| 3     | BRA  | César Cielo               | 47,67    |
| 5     | NED  | Pieter van den Hoogenband | 47,75    |
| 6     | RSA  | Lyndon Ferns              | 48,04    |
| 7     | AUS  | Matt Targett              | 48,20    |
| 8     | SWE  | Stefan Nystrand           | 48,33    |

Datum: 14. August 2008, 10:51 Uhr
Um beim 100-Meter-Freistilschwimmen die Möglichkeit auf einen Startplatz zu haben, musste im Qualifikationszeitraum der A-Standard von 49,23 s oder der B-Standard von 50,95 s erreicht werden.

### 200 m Freistil
| Platz | Land | Sportler          | Zeit (min)   |
| ----- | ---- | ----------------- | ------------ |
| 1     | USA  | Michael Phelps    | 1:42,96 (WR) |
| 2     | KOR  | Park Tae-hwan     | 1:44,85 (AS) |
| 3     | USA  | Peter Vanderkaay  | 1:45,14      |
| 4     | RSA  | Jean Basson       | 1:45,97      |
| 5     | GER  | Paul Biedermann   | 1:46,00      |
| 6     | SUI  | Dominik Meichtry  | 1:46,95      |
| 7     | JPN  | Yoshihiro Okumura | 1:47,14      |
| 8     | GBR  | Robert Renwick    | 1:47,47      |

Datum: 12. August 2008, 10:16 Uhr
Um beim 200-Meter-Freistilschwimmen die Möglichkeit auf einen Startplatz zu haben, musste im Qualifikationszeitraum der A-Standard von 1:48,72 min oder der B-Standard von 1:52,53 min erreicht werden.

### 400 m Freistil
| Platz | Land | Sportler         | Zeit (min)   |
| ----- | ---- | ---------------- | ------------ |
| 1     | KOR  | Park Tae-hwan    | 3:41,86 (AS) |
| 2     | CHN  | Zhang Lin        | 3:42,44      |
| 3     | USA  | Larsen Jensen    | 3:42,78 (AM) |
| 4     | USA  | Peter Vanderkaay | 3:43,11      |
| 5     | TUN  | Oussama Mellouli | 3:43,45 (AF) |
| 6     | AUS  | Grant Hackett    | 3:43,84      |
| 7     | RUS  | Juri Prilukow    | 3:43,97      |
| 8     | RUS  | Nikita Lobinzew  | 3:48,29      |

Datum: 10. August, 10:04 Uhr
Um beim 400-Meter-Freistilschwimmen die Möglichkeit auf einen Startplatz zu haben, musste im Qualifikationszeitraum der A-Standard von 3:49,96 min oder der B-Standard von 3:58,01 min erreicht werden. 36 von 37 gemeldeten Athleten waren am Start. Die Deutschen Paul Biedermann (3:48,03 min) und Christian Kubusch (3:52,73 min) schieden als Sechster und Achter ihrer Vorläufe ebenso aus, wie der Österreicher David Brandl als 20. (3:48,63 min, Erster im Vorlauf) und der Schweizer Dominik Meichtry als 27. (3:50,55 min, 4. im Vorlauf).

### 1500 m Freistil
| Platz | Land | Sportler         | Zeit (min)    |
| ----- | ---- | ---------------- | ------------- |
| 1     | TUN  | Oussama Mellouli | 14:40,84 (AF) |
| 2     | AUS  | Grant Hackett    | 14:41,53      |
| 3     | CAN  | Ryan Cochrane    | 14:42,69      |
| 4     | RUS  | Juri Prilukow    | 14:43,21      |
| 5     | USA  | Larsen Jensen    | 14:48,16      |
| 6     | GBR  | David Davies     | 14:52,11      |
| 7     | CHN  | Zhang Lin        | 14:55,20      |
| 8     | CHN  | Sun Yang         | 15:05,12      |

Datum: 17. August 2008, 10:14 Uhr
Um beim 1500-Meter-Freistilschwimmen die Möglichkeit auf einen Startplatz zu haben, musste im Qualifikationszeitraum der A-Standard von 15:13,16 min oder der B-Standard von 15:45,12 min erreicht werden.

### 100 m Rücken
| Platz | Land | Sportler                | Zeit (s)   |
| ----- | ---- | ----------------------- | ---------- |
| 1     | USA  | Aaron Peirsol           | 52,54 (WR) |
| 2     | USA  | Matt Grevers            | 53,11      |
| 3     | RUS  | Arkadi Wjattschanin     | 53,18      |
| 3     | AUS  | Hayden Stoeckel         | 53,18      |
| 5     | AUS  | Ashley Delaney          | 53,31      |
| 6     | GBR  | Liam Tancock            | 53,39      |
| 7     | ESP  | Aschwin Wildeboer Faber | 53,51      |
| 8     | JPN  | Junichi Miyashita       | 53,99      |

Datum: 12. August 2008, 10:31 Uhr
Um beim 100-Meter-Rückenschwimmen die Möglichkeit auf einen Startplatz zu haben, musste im Qualifikationszeitraum der A-Standard von 55,14 s oder der B-Standard von 57,07 s erreicht werden.

### 200 m Rücken
| Platz | Land | Sportler            | Zeit (min)   |
| ----- | ---- | ------------------- | ------------ |
| 1     | USA  | Ryan Lochte         | 1:53,94 (WR) |
| 2     | USA  | Aaron Peirsol       | 1:54,33      |
| 3     | RUS  | Arkadi Wjattschanin | 1:54,93 (ER) |
| 4     | AUT  | Markus Rogan        | 1:55,49      |
| 5     | JPN  | Ryōsuke Irie        | 1:55,72      |
| 6     | AUS  | Hayden Stoeckel     | 1:56,39 (OC) |
| 7     | ROM  | Răzvan Florea       | 1:56,52      |
| 8     | GBR  | Gregor Tait         | 1:57,00      |

Datum: 15. August 2008, 10:19 Uhr
Um beim 200-Meter-Rückenschwimmen die Möglichkeit auf einen Startplatz zu haben, musste im Qualifikationszeitraum der A-Standard von 1:59,72 min oder der B-Standard von 2:03,91 min erreicht werden.

### 100 m Brust
| Platz | Land | Sportler           | Zeit (min)   |
| ----- | ---- | ------------------ | ------------ |
| 1     | JPN  | Kōsuke Kitajima    | 0:58,91 (WR) |
| 2     | NOR  | Alexander Dale Oen | 0:59,20      |
| 3     | FRA  | Hugues Duboscq     | 0:59,37      |
| 4     | USA  | Brendan Hansen     | 0:59,57      |
| 5     | AUS  | Brenton Rickard    | 0:59,74      |
| 6     | RUS  | Roman Sludnow      | 0:59,87      |
| 7     | UKR  | Ihor Boryssyk      | 1:00,20      |
| 8     | USA  | Mark Gangloff      | 1:00,24      |

Datum: 11. August, 10:31 Uhr
Um beim 100-Meter-Brustschwimmen die Möglichkeit auf einen Startplatz zu haben, musste im Qualifikationszeitraum der A-Standard von 1:01,57 min oder der B-Standard von 1:03,72 min erreicht werden.

### 200 m Brust
| Platz | Land | Sportler          | Zeit (min)   |
| ----- | ---- | ----------------- | ------------ |
| 1     | JPN  | Kōsuke Kitajima   | 2;07,64 (OR) |
| 2     | AUS  | Brenton Rickard   | 2:08,88 (OC) |
| 3     | FRA  | Hugues Duboscq    | 2:08,94      |
| 4     | CAN  | Mike Andrew Brown | 2:09,03      |
| 5     | HUN  | Dániel Gyurta     | 2:09,22      |
| 6     | USA  | Scott Spann       | 2:09,76      |
| 7     | ITA  | Loris Facci       | 2:10,57      |
| 8     | ITA  | Paolo Bossini     | 2:11,48      |

Datum: 14. August 2008, 10:02 Uhr
Um beim 200-Meter-Brustschwimmen die Möglichkeit auf einen Startplatz zu haben, musste im Qualifikationszeitraum der A-Standard von 2:13,69 min oder der B-Standard von 2:18,37 min erreicht werden.

### 100 m Schmetterling
| Platz | Land | Sportler           | Zeit (s)    |
| ----- | ---- | ------------------ | ----------- |
| 1     | USA  | Michael Phelps     | 50,58 (OR)  |
| 2     | SRB  | Milorad Čavić      | 50,59 (ER)  |
| 3     | AUS  | Andrew Lauterstein | 51,12 (OC)  |
| 4     | USA  | Ian Crocker        | 51,13       |
| 5     | KEN  | Jason Dunford      | 51,47       |
| 6     | JPN  | Takurō Fujii       | 51,50 (=AS) |
| 7     | UKR  | Andrij Serdinow    | 51,59       |
| 8     | PNG  | Ryan Pini          | 51,86       |

Datum: 16. August 2008, 10:10 Uhr
Um beim 100-Meter-Schmetterlingschwimmen die Möglichkeit auf einen Startplatz zu haben, musste im Qualifikationszeitraum der A-Standard von 52,86 s oder der B-Standard von 54,71 s erreicht werden.

### 200 m Schmetterling
| Platz | Land | Sportler           | Zeit (min)   |
| ----- | ---- | ------------------ | ------------ |
| 1     | USA  | Michael Phelps     | 1:52,03 (WR) |
| 2     | HUN  | László Cseh        | 1:52,70 (ER) |
| 3     | JPN  | Takeshi Matsuda    | 1:52,97 (AS) |
| 4     | NZL  | Moss Burmester     | 1:54,35 (OC) |
| 5     | CHN  | Wu Peng            | 1:54,35      |
| 6     | POL  | Paweł Korzeniowski | 1:54,60      |
| 7     | BRA  | Kaio de Almeida    | 1:54,71      |
| 8     | RUS  | Nikolai Skworzow   | 1:55,14      |

Datum: 13. August 2008, 10:21 Uhr
Um beim 200-Meter-Schmetterlingschwimmen die Möglichkeit auf einen Startplatz zu haben, musste im Qualifikationszeitraum der A-Standard von 1:57,67 min oder der B-Standard von 2:01,79 min erreicht werden.

### 200 m Lagen
| Platz | Land | Sportler       | Zeit (min)   |
| ----- | ---- | -------------- | ------------ |
| 1     | USA  | Michael Phelps | 1:54,23 (WR) |
| 2     | HUN  | László Cseh    | 1:56,52 (ER) |
| 3     | USA  | Ryan Lochte    | 1:56,53      |
| 4     | BRA  | Thiago Pereira | 1:58,14      |
| 5     | JPN  | Ken Takakuwa   | 1:58,22 (AS) |
| 6     | GBR  | James Goddard  | 1:59,24      |
| 7     | CAN  | Keith Beavers  | 1:59,43      |
| 8     | GBR  | Liam Tancock   | 2:00,76      |

Datum: 15. August 2008, 10:50 Uhr
Um beim 200-Meter-Lagenschwimmen die Möglichkeit auf einen Startplatz zu haben, musste im Qualifikationszeitraum der A-Standard von 2:01,40 min oder der B-Standard von 2:05,65 min erreicht werden.

### 400 m Lagen
| Platz | Land | Sportler          | Zeit (min)   |
| ----- | ---- | ----------------- | ------------ |
| 1     | USA  | Michael Phelps    | 4:03,84 (WR) |
| 2     | HUN  | László Cseh       | 4:06,16 (ER) |
| 3     | USA  | Ryan Lochte       | 4:08,09      |
| 4     | ITA  | Alessio Boggiatto | 4:12,16      |
| 5     | ITA  | Luca Marin        | 4:12,47      |
| 6     | HUN  | Gergő Kis         | 4:12,84      |
| 7     | CAN  | Brian Johns       | 4:13,38      |
| 8     | BRA  | Thiago Pereira    | 4:15,40      |

Datum: 10. August, 10:26 Uhr
Um beim 400-Meter-Lagenschwimmen die Möglichkeit auf einen Startplatz zu haben, musste im Qualifikationszeitraum der A-Standard von 4:18,40 min oder der B-Standard von 4:27,44 min erreicht werden. Michael Phelps schwamm seinen 23. Weltrekord – den achten auf dieser Distanz – und gewann sein siebtes Olympiagold. Silbermedaillengewinner László Cseh aus Ungarn schwamm europäischen Rekord. Der Österreicher Dinko Jukić wurde in 4:15,48 min 15. und stellte einen neuen OSV-Rekord auf. Athleten aus Deutschland und der Schweiz waren nicht am Start.

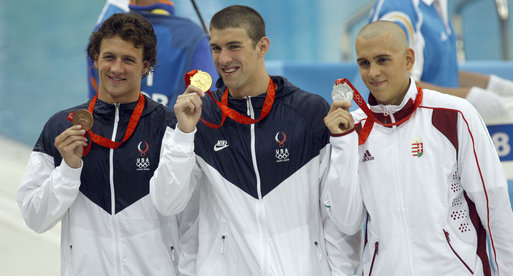
Die Medaillengewinner v.l.: Ryan Lochte (USA), Michael Phelps (USA) und László Cseh (Ungarn)

### 4 × 100 m Freistil Staffel
| Platz | Land | Sportler | Zeit (min)   |
| ----- | ---- | --- | ------------ |
| 1     | USA  | Michael Phelps Garrett Weber-Gale Cullen Jones Jason Lezak Vorlauf: Nathan Adrian – Benjamin Wildman-Tobriner – Matt Grevers | 3:08,24 (WR) |
| 2     | FRA  | Amaury Leveaux Fabien Gilot Frédérick Bousquet Alain Bernard Vorlauf: Grégory Mallet – Boris Steimetz                        | 3:08,32 (ER) |
| 3     | AUS  | Eamon Sullivan Andrew Lauterstein Ashley Callus Matt Targett Vorlauf: Leith Brodie – Patrick Murphy                          | 3:09,91 (OC) |
| 4     | ITA  | Alessandro Calvi Christian Galenda Marco Belotti Filippo Magnini                                                             | 3:11,48      |
| 5     | SWE  | Petter Stymne Lars Frölander Stefan Nystrand Jonas Persson                                                                   | 3:11,92      |
| 6     | CAN  | Brent Hayden Joel Greenshields Colin Russell Rick Say                                                                        | 3:12,26      |
| 7     | RSA  | Lyndon Ferns Darian Townsend Roland Schoeman Ryk Neethling                                                                   | 3:12,66 (AF) |
| 8     | GBR  | Simon Burnett Adam Brown Ben Hockin Ross Davenport                                                                           | 3:12,87      |

Datum: 11. August 2008, 11:27 Uhr

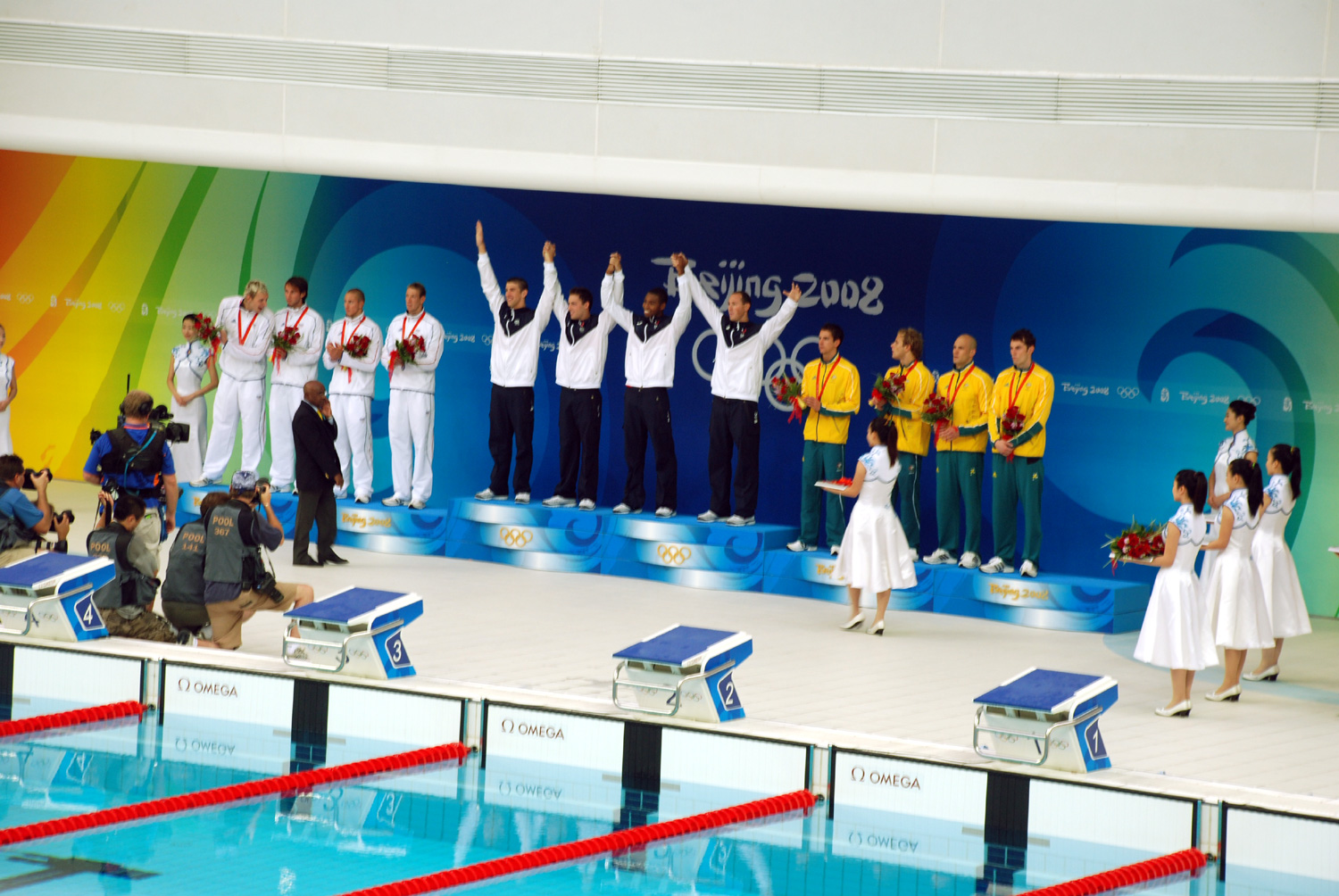
Siegerehrung

Um einen Startplatz für das 4-mal-100-Meter-Freistilschwimmen zu erreichen, musste man bei den Schwimmweltmeisterschaften 2007 zu den 12 besten Mannschaften gehören. Dies waren Italien, Schweden, die Vereinigten Staaten, Australien, Frankreich, Kanada, Brasilien, Südafrika, das Vereinigte Königreich, Deutschland, die Schweiz und Japan. Hinzu kamen die vier schnellsten, nicht direkt qualifizierten, Teams im Zeitraum von März 2007 bis Juli 2008.
Nachdem die USA bereits im Vorlauf einen neuen Weltrekord aufstellen konnten, gelang ihnen dies auch im Endlauf, wo auch vier andere Staffeln den älteren Weltrekord unterbieten konnten. Der Australier Eamon Sullivan stellte als Startschwimmer seiner Staffel in 47,24 Sekunden einen neuen Weltrekord auf der 100-m-Freistilstrecke auf.

### 4 × 200 m Freistil Staffel
| Platz | Land | Sportler                                                                                                | Zeit (min)   |
| ----- | ---- | --- | ------------ |
| 1     | USA  | Michael Phelps Ryan Lochte Ricky Berens Peter Vanderkaay Vorlauf: David Walters Erik Vendt Klete Keller | 6:58,56 (WR) |
| 2     | RUS  | Nikita Lobinzew Jewgeni Lagunow Danila Isotow Alexander Suchorukow Vorlauf: Michail Polischtschuk       | 7:03,70 (ER) |
| 3     | AUS  | Patrick Murphy Grant Hackett Grant Brits Nick Ffrost Vorlauf: Kirk Palmer Leith Brodie                  | 7:04,98      |
| 4     | ITA  | Marco Belotti Emiliano Brembilla Massimiliano Rosolino Filippo Magnini                                  | 7:05,35      |
| 5     | CAN  | Colin Russell Brian Johns Brent Hayden Andrew Hurd                                                      | 7:05,77      |
| 6     | GBR  | David Carry Andrew Hunter Robbie Renwick Ross Davenport                                                 | 7:05,92      |
| 7     | JPN  | Yoshihiro Okumura Shō Uchida Yasunori Mononobe Hisato Matsumoto                                         | 7:10,31      |
| 8     | RSA  | Jean Basson Darian Townsend Jan Venter Sebastien Rousseau                                               | 7:13,02      |

Datum: 13. August 2008, 11:19 Uhr
Um einen Startplatz für das 4-mal-200-Meter-Freistilschwimmen zu erreichen, musste man bei den Schwimmweltmeisterschaften 2007 zu den 12 besten Mannschaften gehören. Dies waren die Vereinigten Staaten, Australien, Kanada, Italien, Japan, Russland, das Vereinigte Königreich, Polen, Deutschland, Frankreich, Brasilien und Griechenland. Hinzu kommen die vier schnellsten, nicht direkt qualifizierten, Teams im Zeitraum von März 2007 bis Juli 2008.

### 4 × 100 m Lagen Staffel
| Platz | Land | Sportler | Zeit (min)   |
| ----- | ---- | --- | ------------ |
| 1     | USA  | Aaron Peirsol Brendan Hansen Michael Phelps Jason Lezak Vorlauf: Matt Grevers Mark Gangloff Ian Crocker Garrett Weber-Gale          | 3:29,34 (WR) |
| 2     | AUS  | Hayden Stoeckel Brenton Rickard Andrew Lauterstein Eamon Sullivan Vorlauf: Ashley Delaney Christian Sprenger Adam Pine Matt Targett | 3:30,04 (OC) |
| 3     | JPN  | Junichi Miyashita Kōsuke Kitajima Takurō Fujii Hisayoshi Satō                                                                       | 3:31,18 (AS) |
| 4     | RUS  | Arkadi Wjattschanin Roman Sludnow Jewgeni Korotyschkin Jewgeni Lagunow                                                              | 3:31,92 (ER) |
| 5     | NZL  | Daniel Bell Glenn Snyders Corney Swanepoel Cam Gibson                                                                               | 3:33,39      |
| 6     | GBR  | Liam Tancock Christopher Cook Michael Rock Simmon Burnett                                                                           | 3:33,69      |
| 7     | RSA  | Gerhard Zandberg Cameron van der Burgh Lyndon Ferns Darian Townsend                                                                 | 3:33,70 (AF) |
| -     | ITA  | Mirko di Tora Loris Facci Mattia Nalesso Filippo Magnini                                                                            | DSQ          |

Datum: 17. August 2008, 11:07 Uhr
Um einen Startplatz für das 4-mal-100-Meter-Lagenschwimmen zu erreichen, musste man bei den Schwimmweltmeisterschaften 2007 zu den 12 besten Mannschaften gehören. Dies waren Japan, Russland, Südafrika, Australien, Frankreich, das Vereinigte Königreich, Italien, Rumänien, Brasilien, die Ukraine, Neuseeland und Belarus. Hinzu kommen die vier schnellsten, nicht direkt qualifizierten, Teams im Zeitraum von März 2007 bis Juli 2008.

### 10 km Marathon
| Platz | Land | Sportler                | Zeit (h)  |
| ----- | ---- | ----------------------- | --------- |
| 1     | NED  | Maarten van der Weijden | 1:51:51,6 |
| 2     | GBR  | David Davies            | 1:51:53,1 |
| 3     | GER  | Thomas Lurz             | 1:51:53,6 |
| 4     | ITA  | Valerio Cleri           | 1:52:07,5 |
| 5     | RUS  | Jewgeni Dratzew         | 1:52:08,9 |
| 6     | BUL  | Petar Stojtschew        | 1:52:09,1 |
| 7     | BEL  | Brian Ryckeman          | 1:52:10,7 |
| 8     | USA  | Mark Warkentin          | 1:52:13,0 |

Datum: 21. August 2008, 9:00 Uhr

## Frauen

### 50 m Freistil
| Platz | Land | Sportlerin               | Zeit (s)   |
| ----- | ---- | ------------------------ | ---------- |
| 1     | GER  | Britta Steffen           | 24,06 (OR) |
| 2     | USA  | Dara Torres              | 24,07 (AM) |
| 3     | AUS  | Cate Campbell            | 24,17      |
| 4     | AUS  | Lisbeth Trickett         | 24,25      |
| 5     | NED  | Marleen Veldhuis         | 24,26      |
| 6     | USA  | Kara Lynn Joyce          | 24,63      |
| 7     | NED  | Hinkelien Schreuder      | 24,65      |
| 8     | BLR  | Aljaksandra Herassimenja | 24,77      |

Datum: 17. August 2008, 10:08 Uhr
Um beim 50-Meter-Freistilschwimmen die Möglichkeit auf einen Startplatz zu haben, musste im Qualifikationszeitraum der A-Standard von 25,43 s oder der B-Standard von 26,32 s erreicht werden.

### 100 m Freistil
| Platz | Land | Sportlerin          | Zeit (s)   |
| ----- | ---- | ------------------- | ---------- |
| 1     | GER  | Britta Steffen      | 53,12 (OR) |
| 2     | AUS  | Lisbeth Trickett    | 53,16      |
| 3     | USA  | Natalie Coughlin    | 53,39 (AM) |
| 4     | FIN  | Hanna-Maria Seppälä | 53,97      |
| 5     | DEN  | Jeanette Ottesen    | 54,06      |
| 6     | CHN  | Zhu Yingwen         | 54,21      |
| 6     | NED  | Marleen Veldhuis    | 54,21      |
| 8     | GBR  | Francesca Halsall   | 54,29      |

Datum: 15. August 2008, 11:10 Uhr
Um beim 100-Meter-Freistilschwimmen die Möglichkeit auf einen Startplatz zu haben, musste im Qualifikationszeitraum der A-Standard von 55,24 s oder der B-Standard von 57,17 s erreicht werden.
Die Deutsche Britta Steffen sorgte für das erste Schwimmgold für Deutschland seit den Olympischen Spielen in Barcelona. Nach 50 Metern hatte Steffen noch als Letzte gewendet, holte aber in der zweiten Hälfte des Rennens auf und siegte in olympischer Rekordzeit vor der Australierin Lisbeth Trickett.

### 200 m Freistil
| Platz | Land | Sportlerin               | Zeit (min)   |
| ----- | ---- | ------------------------ | ------------ |
| 1     | ITA  | Federica Pellegrini      | 1:54,82 (WR) |
| 2     | SLO  | Sara Isakovič            | 1:54,97      |
| 3     | CHN  | Pang Jiaying             | 1:55,05 (AS) |
| 4     | USA  | Katie Hoff               | 1:55,78 (AM) |
| 5     | ROM  | Camelia Potec            | 1:56,87      |
| 6     | GBR  | Caitlin McClatchey       | 1:57,65      |
| 7     | AUS  | Bronte Barratt           | 1:57,83      |
| 7     | FRA  | Ophélie-Cyrielle Étienne | 1:57,83      |

Datum: 13. August 2008, 10:14 Uhr
Um beim 200-Meter-Freistilschwimmen die Möglichkeit auf einen Startplatz zu haben, musste im Qualifikationszeitraum der A-Standard von 1:59,29 min oder der B-Standard von 2:03,47 min erreicht werden.

### 400 m Freistil
| Platz | Land | Sportlerin          | Zeit (min) |
| ----- | ---- | ------------------- | ---------- |
| 1     | GBR  | Rebecca Adlington   | 4:03,22    |
| 2     | USA  | Katie Hoff          | 4:03,29    |
| 3     | GBR  | Joanne Jackson      | 4:03,52    |
| 4     | FRA  | Coralie Balmy       | 4:03,60    |
| 5     | ITA  | Federica Pellegrini | 4:04,56    |
| 6     | ROM  | Camelia Potec       | 4:04,66    |
| 7     | AUS  | Bronte Barratt      | 4:05,05    |
| 8     | FRA  | Laure Manaudou      | 4:11,26    |

Datum: 11. August 2008, 11:17 Uhr
Um beim 400-Meter-Freistilschwimmen die Möglichkeit auf einen Startplatz zu haben, musste im Qualifikationszeitraum der A-Standard von 4:11,26 min oder der B-Standard von 4:20,05 min erreicht werden.

### 800 m Freistil
| Platz | Land | Sportlerin          | Zeit (min)   |
| ----- | ---- | ------------------- | ------------ |
| 1     | GBR  | Rebecca Adlington   | 8:14,10 (WR) |
| 2     | ITA  | Alessia Filippi     | 8:20,23      |
| 3     | DEN  | Lotte Friis         | 8:23,03      |
| 4     | ROM  | Camelia Alina Potec | 8:23,11      |
| 5     | CHN  | Li Xuanxu           | 8:26,34      |
| 6     | AUS  | Kylie Palmer        | 8:26,39      |
| 7     | RUS  | Jelena Sokolowa     | 8:29,79      |
| 8     | GBR  | Cassie Patten       | 8:32,35      |

Datum: 16. August 2008, 10:16 Uhr
Um beim 800-Meter-Freistilschwimmen die Möglichkeit auf einen Startplatz zu haben, musste im Qualifikationszeitraum der A-Standard von 8:35,98 min oder der B-Standard von 8:54,04 min erreicht werden.

### 100 m Rücken
| Platz | Land | Sportlerin         | Zeit (min)    |
| ----- | ---- | ------------------ | ------------- |
| 1     | USA  | Natalie Coughlin   | 00:58,96 (AM) |
| 2     | ZIM  | Kirsty Coventry    | 00:59,19      |
| 3     | USA  | Margaret Hoelzer   | 00:59,34      |
| 4     | GBR  | Gemma Spofforth    | 00:59,38 (ER) |
| 5     | RUS  | Anastassija Sujewa | 00:59,40      |
| 6     | JPN  | Reiko Nakamura     | 00:59,72      |
| 7     | FRA  | Laure Manaudou     | 01:00,10      |
| 8     | JPN  | Hanae Itō          | 01:00,18      |

Datum: 12. August 2008, 10:23 Uhr
Um beim 100-Meter-Rückenschwimmen die Möglichkeit auf einen Startplatz zu haben, musste im Qualifikationszeitraum der A-Standard von 1:01,70 min oder der B-Standard von 1:03,86 min erreicht werden.

### 200 m Rücken
| Platz | Land | Sportlerin         | Zeit (min)   |
| ----- | ---- | ------------------ | ------------ |
| 1     | ZIM  | Kirsty Coventry    | 2:05,24 (WR) |
| 2     | USA  | Margaret Hoelzer   | 2:06,23      |
| 3     | JPN  | Reiko Nakamura     | 2:07,13 (AS) |
| 4     | RUS  | Anastassija Sujewa | 2:07,88      |
| 5     | USA  | Elizabeth Beisel   | 2:08,23      |
| 6     | GBR  | Elizabeth Simmonds | 2:08,51      |
| 7     | AUS  | Meagen Nay         | 2:08,64      |
| 8     | AUS  | Belinda Hocking    | 2:10:12      |

Datum: 16. August 2008, 10:03 Uhr
Um beim 200-Meter-Rückenschwimmen die Möglichkeit auf einen Startplatz zu haben, musste im Qualifikationszeitraum der A-Standard von 2:12,73 min oder der B-Standard von 2:17,38 min erreicht werden.

### 100 m Brust
| Platz | Land | Sportlerin      | Zeit (min)   |
| ----- | ---- | --------------- | ------------ |
| 1     | AUS  | Leisel Jones    | 1:05,17 (OR) |
| 2     | USA  | Rebecca Soni    | 1:06,73      |
| 3     | AUT  | Mirna Jukić     | 1:07,34      |
| 4     | RUS  | Julija Jefimowa | 1:07,43      |
| 5     | USA  | Megan Jendrick  | 1:07,62      |
| 6     | AUS  | Tarnee White    | 1:07,63      |
| 7     | CHN  | Sun Ye          | 1:08,08      |
| 8     | JPN  | Asami Kitagawa  | 1:08,43      |

Datum: 12. August 2008, 10:50 Uhr
Um beim 100-Meter-Brustschwimmen die Möglichkeit auf einen Startplatz zu haben, musste im Qualifikationszeitraum der A-Standard von 1:09,01 min oder der B-Standard von 1:11,43 min erreicht werden.

### 200 m Brust
| Platz | Land | Sportlerin      | Zeit (min)   |
| ----- | ---- | --------------- | ------------ |
| 1     | USA  | Rebecca Soni    | 2:20,22 (WR) |
| 2     | AUS  | Leisel Jones    | 2:22,05      |
| 3     | NOR  | Sara Nordenstam | 2:23,02 (ER) |
| 4     | AUT  | Mirna Jukić     | 2:23,24      |
| 5     | RUS  | Julija Jefimowa | 2:23,76      |
| 6     | CAN  | Annamay Pierse  | 2:23,77      |
| 7     | JPN  | Rie Kanetō      | 2:25,14      |
| 8     | JPN  | Megumi Taneda   | 2:25,23      |

Datum: 15. August 2008, 10:11 Uhr
Um beim 200-Meter-Brustschwimmen die Möglichkeit auf einen Startplatz zu haben, musste im Qualifikationszeitraum der A-Standard von 2:28,21 min oder der B-Standard von 2:33,40 min erreicht werden.

### 100 m Schmetterling
| Platz | Land | Sportlerin         | Zeit (s)   |
| ----- | ---- | ------------------ | ---------- |
| 1     | AUS  | Lisbeth Trickett   | 56,73 (OC) |
| 2     | USA  | Christine Magnuson | 57,10      |
| 3     | AUS  | Jessicah Schipper  | 57,25      |
| 4     | CHN  | Zhou Yafei         | 57,84      |
| 5     | SIN  | Li Tao             | 57,99      |
| 6     | GBR  | Jemma Lowe         | 58,06      |
| 7     | BRA  | Gabriella Silva    | 58,10      |
| 8     | NED  | Inge Dekker        | 58,54      |

Datum: 11. August 2008, 10:26 Uhr
Um beim 100-Meter-Schmetterlingschwimmen die Möglichkeit auf einen Startplatz zu haben, musste im Qualifikationszeitraum der A-Standard von 59,35 s oder der B-Standard von 1:01,43 min erreicht werden.

### 200 m Schmetterling
| Platz | Land | Sportlerin         | Zeit (min)   |
| ----- | ---- | ------------------ | ------------ |
| 1     | CHN  | Liu Zige           | 2:04,18 (WR) |
| 2     | CHN  | Jiao Liuyang       | 2:04,72      |
| 3     | AUS  | Jessicah Schipper  | 2:06,26      |
| 4     | POL  | Otylia Jędrzejczak | 2:07,02      |
| 5     | JPN  | Yūko Nakanishi     | 2:07,32      |
| 6     | FRA  | Aurore Mongel      | 2:07,36      |
| 7     | USA  | Elaine Breeden     | 2:07,57      |
| 8     | USA  | Kathleen Hersey    | 2:08,23      |

Datum: 14. August 2008, 10:44 Uhr
Um beim 200-Meter-Schmetterlingschwimmen die Möglichkeit auf einen Startplatz zu haben, musste im Qualifikationszeitraum der A-Standard von 2:10,84 min oder der B-Standard von 2:15,42 min erreicht werden.

### 200 m Lagen
| Platz | Land | Sportlerin           | Zeit (min)   |
| ----- | ---- | -------------------- | ------------ |
| 1     | AUS  | Stephanie Rice       | 2:08,45 (WR) |
| 2     | ZIM  | Kirsty Coventry      | 2:08,59 (AF) |
| 3     | USA  | Natalie Coughlin     | 2:10,34      |
| 4     | USA  | Katie Hoff           | 2:10,68      |
| 5     | AUS  | Alicia Coutts        | 2:11,43      |
| 6     | JPN  | Asami Kitagawa       | 2:11,56      |
| 7     | CAN  | Julia Wilkinson      | 2:12,43      |
| 8     | POL  | Katarzyna Baranowska | 2:13,36      |

Datum: 13. August 2008, 11:12 Uhr
Um beim 200-Meter-Lagenschwimmen die Möglichkeit auf einen Startplatz zu haben, musste im Qualifikationszeitraum der A-Standard von 2:15,27 min oder der B-Standard von 2:19,97 min erreicht werden.

### 400 m Lagen
| Platz | Land | Sportlerin       | Zeit (min)   |
| ----- | ---- | ---------------- | ------------ |
| 1     | AUS  | Stephanie Rice   | 4:29,45 (WR) |
| 2     | ZIM  | Kirsty Coventry  | 4:29,89 (AF) |
| 3     | USA  | Katie Hoff       | 4:31,71      |
| 4     | USA  | Elizabeth Beisel | 4:34,24      |
| 5     | ITA  | Alessia Filippi  | 4:34,34      |
| 6     | GBR  | Hannah Miley     | 4:39,44      |
| 7     | RUS  | Jana Martynowa   | 4:40,04      |
| 8     | CHN  | Li Xuanxu        | 4:42,13      |

Datum: 10. August 2008, 10.48 Uhr
Um beim 400-Meter-Lagenschwimmen die Möglichkeit auf einen Startplatz zu haben, musste im Qualifikationszeitraum der A-Standard von 4:45,08 min oder der B-Standard von 4:55,06 min erreicht werden. Siegerin Stephanie Rice schwamm neuen Weltrekord. Favoritin und Weltrekordhalterin Katie Hoff wurde Dritte. Überraschend im Finale war die international völlig unbekannte Chinesin Li Xuanxu. Die Österreicherin Jördis Steinegger wurde 26. (4:45,15 min, Vierte ihres Vorlaufes), die Deutsche Katharina Schiller 33. (4:51,52 min, Siebte ihres Vorlaufs). Schiller ersetzte die verletzte Nicole Hetzer.

### 4 × 100 m Freistil Staffel
| Platz | Land | Sportlerinnen                                                                                                   | Zeit (min)   |
| ----- | ---- | --- | ------------ |
| 1     | NED  | Inge Dekker Ranomi Kromowidjojo Femke Heemskerk Marleen Veldhuis Vorlauf: Hinkelien Schreuder Manon van Rooijen | 3:33,76 (OR) |
| 2     | USA  | Natalie Coughlin Lacey Nymeyer Kara Lynn Joyce Dara Torres Vorlauf: Julia Smit Emily Silver                     | 3:34,33 (AM) |
| 3     | AUS  | Cate Campbell Alice Mills Melanie Schlanger Lisbeth Trickett Vorlauf: Shayne Reese                              | 3:35,05 (OC) |
| 4     | CHN  | Zhu Yingwen Yi Tang Xu Yanwei Pang Jiaying                                                                      | 3:35,64 (AS) |
| 5     | GER  | Britta Steffen Meike Freitag Daniela Götz Antje Buschschulte                                                    | 3:36,85      |
| 6     | FRA  | Céline Couderc Alena Popchanka Ophélie-Cyrielle Étienne Malia Metella Vorlauf: Hanna Shcherba-Lorgeril          | 3:37,68      |
| 7     | GBR  | Francesca Halsall Caitlin McClatchey Jessica Sylvester Melanie Marshall Vorlauf: Julia Beckett                  | 3:38,18      |
| 8     | CAN  | Julia Wilkinson Erica Morningstar Genevieve Saumur Audrey Lacroix                                               | 3:38,32      |

Datum: 10. August 2008, 11:31 Uhr
Um einen Startplatz für das 4-mal-100-Meter-Freistilschwimmen zu erreichen, musste man bei den Schwimmweltmeisterschaften 2007 zu den 12 besten Mannschaften gehören. Das waren die Vereinigten Staaten, die Niederlande, Australien, Schweden, Deutschland, die Volksrepublik China, Frankreich, das Vereinigte Königreich, Belarus, Kanada, die Ukraine und Neuseeland. Hinzu kommen die vier schnellsten, nicht direkt qualifizierten, Teams im Zeitraum von März 2007 bis Juli 2008.

### 4 × 200 m Freistil Staffel
| Platz | Land | Sportlerinnen | Zeit (min)   |
| ----- | ---- | --- | ------------ |
| 1     | AUS  | Stephanie Rice Bronte Barratt Kylie Palmer Linda Mackenzie Vorlauf: Felicity Galvez Angie Bainbridge Melanie Schlanger Lara Davenport | 7:44,31 (WR) |
| 2     | CHN  | Yang Yu Zhu Qianwei Tan Miao Pang Jiaying Vorlauf: Tang Jingzhi                                                                       | 7:45,93 (AS) |
| 3     | USA  | Allison Schmitt Natalie Coughlin Caroline Burckle Katie Hoff Vorlauf: Christine Marshall Kim Vandenberg Julia Smit                    | 7:46,33 (AM) |
| 4     | ITA  | Renata Spagnolo Alessia Filippi Flavia Zoccari Federica Pellegrini                                                                    | 7:49,76 (ER) |
| 5     | FRA  | Coralie Balmy Ophélie-Cyrielle Étienne Aurore Mongel Camille Muffat                                                                   | 7:50,66      |
| 6     | HUN  | Ágnes Mutina Evelin Verrasztó Eszter Dara Zsuzsanna Jakabos                                                                           | 7:55,53      |
| 7     | JPN  | Haruka Ueda Misaki Yamaguchi Maki Mita Emi Takanabe                                                                                   | 7:57,56      |
| 8     | SWE  | Josefin Lillhage Gabriella Fagundez Ida Marko-Varga Petra Granlund                                                                    | 7:59,83      |

Datum: 14. August 2008, 11:32 Uhr
Um einen Startplatz für das 4-mal-200-Meter-Freistilschwimmen zu erreichen, musste man bei den Schwimmweltmeisterschaften 2007 zu den 12 besten Mannschaften gehören. Das waren Australien, Deutschland, Frankreich, Japan, das Vereinigte Königreich, die Niederlande, Schweden, die Vereinigten Staaten, die Volksrepublik China, Neuseeland, Kanada und Spanien. Hinzu kommen die vier schnellsten, nicht direkt qualifizierten, Teams im Zeitraum von März 2007 bis Juli 2008.

### 4 × 100 m Lagen Staffel
| Platz | Land | Sportlerinnen | Zeit (min)   |
| ----- | ---- | --- | ------------ |
| 1     | AUS  | Emily Seebohm Leisel Jones Jessicah Schipper Lisbeth Trickett Vorlauf: Tarnee White Felicity Galvez Shayne Reese                     | 3:52,69 (WR) |
| 2     | USA  | Natalie Coughlin Rebecca Soni Christine Magnuson Dara Torres Vorlauf: Margaret Hoelzer Megan Jendrick Elaine Breeden Kara Lynn Joyce | 3:53,30 (AM) |
| 3     | CHN  | Zhao Jing Sun Ye Zhou Yafei Pang Jiaying Vorlauf: Vorlauf: Xu Tianlongzi                                                             | 3:56,11 (AS) |
| 4     | GBR  | Gemma Spofforth Kate Haywood Jemma Lowe Francesca Halsall                                                                            | 3:57,50 (ER) |
| 5     | RUS  | Anastassija Sujewa Julija Jefimowa Natalja Sutjagina Anastassija Aksenowa                                                            | 3:57,84      |
| 6     | JPN  | Reiko Nakamura Asami Kitagawa Yuka Katō Haruka Ueda                                                                                  | 3:59,54      |
| 7     | CAN  | Julia Wilkinson Annamay Pierse Audrey Lacroix Erica Morningstar                                                                      | 4:01,35      |
| -     | SWE  | Sarah Sjöström Joline Höstman Anna-Karin Kammerling Josefin Lillhage                                                                 | DSQ          |

Datum: 17. August 2008, 10:47 Uhr
Um einen Startplatz für das 4-mal-100-Meter-Lagenschwimmen zu erreichen, musste man bei den Schwimmweltmeisterschaften 2007 zu den 12 besten Mannschaften gehören. Das waren die Vereinigten Staaten, Australien, Japan, die Volksrepublik China, Deutschland, Schweden, Russland, das Vereinigte Königreich, Frankreich, Italien, Kanada und die Ukraine. Hinzu kommen die vier schnellsten, nicht direkt qualifizierten, Teams im Zeitraum von März 2007 bis Juli 2008.

### 10 km Marathon
| Platz | Land | Sportlerin         | Zeit (h)  |
| ----- | ---- | ------------------ | --------- |
| 1     | RUS  | Larissa Iltschenko | 1:59:27,7 |
| 2     | GBR  | Keri-Anne Payne    | 1:59:29,2 |
| 3     | GBR  | Cassie Patten      | 1:59:31,0 |
| 4     | GER  | Angela Maurer      | 1:59:31,9 |
| 5     | BRA  | Ana Cunha          | 1:59:36,8 |
| 6     | SUI  | Swann Oberson      | 1:59:36,9 |
| 7     | BRA  | Poliana Okimoto    | 1:59:37,4 |
| 8     | CZE  | Jana Pechanová     | 1:59:39,7 |

Datum: 20. August 2008, 9:00 Uhr
Trotz eines guten Finishes verpasste die deutsche Teilnehmerin Angela Maurer die Bronzemedaille um neun Zehntel. Der Sieg ging an die favorisierte Larissa Iltschenko aus Russland, Silber und Bronze sicherten sich die Britinnen Keri-Anne Payne und Cassie Patten. Die Südafrikanerin Natalie du Toit, die als erste beinamputierte Athletin bei Olympischen Spielen startete, wurde Sechzehnte.

## Abkürzungen
- AF = Afrikarekord
- AM = Amerikarekord
- AS = Asienrekord
- ER = Europarekord
- OC = Ozeanienrekord
- OR = olympischer Rekord
- WR = Weltrekord